# NGC 5746
NGC 5746 ist eine Balken-Spiralgalaxie vom Hubble-Typ SBb im Sternbild Jungfrau am Nordsternhimmel. Sie ist schätzungsweise 77 Millionen Lichtjahre von der Milchstraße entfernt und hat einen Durchmesser von etwa 170.000 Lichtjahren. Mit NGC 5740 bildet sie das gravitativ gebundene Galaxienpaar KPG 434 und zusammen sind sie Mitglieder der NGC 5746-Gruppe (LGG 386).
Im selben Himmelsareal befinden sich u. a. die Galaxien NGC 5738 und IC 1054.
Die Typ-Ia-Supernova SN 1983P wurde hier beobachtet.
Das Objekt wurde am 24. Februar 1786 von William Herschel entdeckt.